# Tomasz Połącarz
Tomasz Połącarz (ur. 13 października 1982 w Oświęcimiu) – polski hokeista.

## Kariera
- SMS I Sosnowiec (do 2001)
- Orlik Opole (2001-2004)
- KH Sanok (2004-2005)
- Unia Oświęcim (2005-2014)

Absolwent NLO SMS PZHL Sosnowiec z 2001. Reprezentant juniorskich kadr Polski. W barwach reprezentacji do lat 18 uczestniczył w turnieju mistrzostw świata juniorów do lat 18 w 2000 (Grupa B), w barwach reprezentacji do lat 20 uczestniczył w turnieju mistrzostw świata juniorów do lat 20 w 2002 (Dywizja I).
Od 2005 zawodnik macierzystego klubu Unii Oświęcim. W maju 2013 przedłużył kontrakt. W 2014 zakończył karierę.

## Sukcesy
Klubowe
- Złoty medal I ligi: 2009 z Unią Oświęcim
- Brązowy medal mistrzostw Polski: 2011, 2012 z Unią